# Liste der Bodendenkmäler in Rohrenfels
Auf dieser Seite sind die Bodendenkmäler in der oberbayerischen Gemeinde Rohrenfels zusammengestellt. Diese Tabelle ist eine Teilliste der Liste der Bodendenkmäler in Bayern. Grundlage ist die Bayerische Denkmalliste, die auf Basis des Bayerischen Denkmalschutzgesetzes vom 1. Oktober 1973 erstmals erstellt wurde und seither durch das Bayerische Landesamt für Denkmalpflege geführt wird. Die folgenden Angaben ersetzen nicht die rechtsverbindliche Auskunft der Denkmalschutzbehörde.

## Bodendenkmäler der Gemeinde Rohrenfels

### Bodendenkmäler in der Gemarkung Ballersdorf
| Lage                   | Objekt                                              | Akten-Nr.     | Bild |
| ---------------------- | --------------------------------------------------- | ------------- | ---- |
| Ballersdorf (Standort) | Siedlung der späten Hallstattzeit.                  | D-1-7232-0290 |      |
| Ballersdorf (Standort) | Siedlung vor- und frühgeschichtlicher Zeitstellung. | D-1-7232-0307 |      |

### Bodendenkmäler in der Gemarkung Oberhausen
| Lage                  | Objekt                                                      | Akten-Nr.     | Bild |
| --------------------- | ----------------------------------------------------------- | ------------- | ---- |
| Oberhausen (Standort) | Burgstall des Mittelalters (Klosterburgstall Schwerenberg). | D-1-7332-0016 |      |

### Bodendenkmäler in der Gemarkung Rohrenfels
| Lage                  | Objekt | Akten-Nr.     | Bild |
| --------------------- | --- | ------------- | ---- |
| Rohrenfels (Standort) | Siedlung vor- und frühgeschichtlicher Zeitstellung.                                                                                              | D-1-7332-0187 |      |
| Rohrenfels (Standort) | Siedlung der frühen und mittleren Bronzezeit. | D-1-7332-0188 |      |
| Rohrenfels (Standort) | Siedlung der späten Hallstattzeit. | D-1-7332-0192 |      |
| Rohrenfels (Standort) | Siedlung vor- und frühgeschichtlicher Zeitstellung.                                                                                              | D-1-7332-0194 |      |
| Rohrenfels (Standort) | Freilandstation des Mesolithikums. | D-1-7332-0195 |      |
| Rohrenfels (Standort) | Siedlung vor- und frühgeschichtlicher Zeitstellung.                                                                                              | D-1-7332-0196 |      |
| Rohrenfels (Standort) | Burgstall des Mittelalters und Grabenwerk vor- und frühgeschichtlicher oder mittelalterlicher Zeitstellung.                                      | D-1-7332-0198 |      |
| Rohrenfels (Standort) | Mittelalterliche und frühneuzeitliche Befunde im Bereich der Kath. Pfarrkirche Mariä Heimsuchung in Rohrenfels.                                  | D-1-7332-0238 |      |
| Rohrenfels (Standort) | Burgstall des Mittelalters sowie spätmittelalterliche und frühneuzeitliche Befunde im Bereich des Hofmarksschlosses von Rohrenfels.              | D-1-7332-0239 |      |
| Rohrenfels (Standort) | Gräber vor- und frühgeschichtlicher Zeitstellung.                                                                                                | D-1-7332-0241 |      |
| Rohrenfels (Standort) | Mittelalterliche und frühneuzeitliche Befunde im Bereich der Katholischen Filialkirche St. Andreas in Baiern.                                    | D-1-7332-0242 |      |
| Rohrenfels (Standort) | Freilandstation des Mesolithikums. | D-1-7333-0066 |      |
| Rohrenfels (Standort) | Freilandstation des Spätpaläolithikums und Mesolithikums.                                                                                        | D-1-7333-0067 |      |
| Rohrenfels (Standort) | Freilandstation des Mesolithikums. | D-1-7333-0069 |      |
| Rohrenfels (Standort) | Freilandstation des Mesolithikums. | D-1-7333-0070 |      |
| Rohrenfels (Standort) | Freilandstation des Spätpaläolithikums und des Frühmesolithikums, Siedlung des Endneolithikums.                                                  | D-1-7333-0071 |      |
| Rohrenfels (Standort) | Freilandstation des Spätpaläolithikums und Mesolithikums, Siedlung des Jungneolithikums und der Frühbronzezeit.                                  | D-1-7333-0072 |      |
| Rohrenfels (Standort) | Freilandstation des frühen Mesolithikums. | D-1-7333-0073 |      |
| Rohrenfels (Standort) | Freilandstation des Mesolithikums. | D-1-7333-0076 |      |
| Rohrenfels (Standort) | Freilandstation des Spätpaläolithikums und Frühmesolithikums, Siedlung des Neolithikums und der frühen Bronzezeit, Gräber der frühen Bronzezeit. | D-1-7333-0077 |      |
| Rohrenfels (Standort) | Freilandstation des Mesolithikums, Siedlung des Neolithikums.                                                                                    | D-1-7333-0078 |      |
| Rohrenfels (Standort) | Freilandstation des Mesolithikums und Siedlung des Neolithikums.                                                                                 | D-1-7333-0097 |      |

### Bodendenkmäler in der Gemarkung Sinning
| Lage               | Objekt                             | Akten-Nr.     | Bild |
| ------------------ | ---------------------------------- | ------------- | ---- |
| Sinning (Standort) | Freilandstation des Mesolithikums. | D-1-7332-0017 |      |

### Bodendenkmäler in der Gemarkung Wagenhofen
| Lage                  | Objekt | Akten-Nr.     | Bild |
| --------------------- | --- | ------------- | ---- |
| Wagenhofen (Standort) | Abgegangene Wegkapelle der frühen Neuzeit.                                                                         | D-1-7232-0308 |      |
| Wagenhofen (Standort) | Siedlung der römischen Kaiserzeit.                                                                                 | D-1-7333-0063 |      |
| Wagenhofen (Standort) | Freilandstation des Spätpaläolithikums und des Mesolithikums, Siedlung des Neolithikums und der frühen Bronzezeit. | D-1-7333-0064 |      |
| Wagenhofen (Standort) | Siedlung vorgeschichtlicher Zeitstellung.                                                                          | D-1-7333-0068 |      |
| Wagenhofen (Standort) | Freilandstation des Mesolithikums.                                                                                 | D-1-7333-0074 |      |
| Wagenhofen (Standort) | Mittelalterliche und frühneuzeitliche Befunde im Bereich der Katholischen Pfarrkirche St. Martin in Wagenhofen.    | D-1-7333-0096 |      |